# Raphaël Gagné
Raphaël Gagné, né le 16 juillet 1987 à Lac-Beauport au Québec, est un coureur cycliste canadien, spécialiste des épreuves de VTT et de cyclo-cross. En 2004, il devient champion du monde du relais mixte.

## Palmarès en VTT

### Championnats du monde
- Les Gets 2004
  -  Champion du monde du relais mixte (avec Geoff Kabush, Max Plaxton et Kiara Bisaro)
- Canberra 2009
  -  Médaillé d'argent du relais mixte (avec Geoff Kabush, Evan Guthrie et Catharine Pendrel)

### Coupe du monde
- Coupe du monde de cross-country
  - 2015 : 17e du classement général
  - 2018 : 66e du classement général

### Jeux panaméricains
- Toronto 2015
  -  Médaillé d'or du cross-country

### Championnats panaméricains
- 2013
  -  Médaillé d'argent du cross-country
- 2014
  -  Médaillé de bronze du cross-country
- 2019
  -  Champion panaméricain de cross-country

### Championnats du Canada
- 2008
  -  Champion du Canada de cross-country espoirs
- 2015
  -  Champion du Canada de cross-country

## Palmarès en cyclo-cross
- 2013-2014
  - Catamount Grand Prix 2, Williston
  - Ellison Park Cyclocross 1, Rochester
  - Ellison Park Cyclocross 2, Rochester
  - NEPCX #5 - The Cycle-Smart International 1, Northampton
- 2015-2016
  -  Champion du Canada de cyclo-cross
  - The Cycle-Smart International #2, Northampton